# Copa Centro-Oeste
A Copa Centro-Oeste foi um torneio regional criado para definir representantes da Região Centro-Oeste do Brasil para a Copa dos Campeões Brasileiros, que indicaria mais um time brasileiro na Copa Libertadores. Teve como antecedentes a Copa Brasil Central e o Torneio Centro-Oeste.

## História
A Copa Centro-Oeste teve uma importância adicional que seus predecessores não tiveram, ela selecionava a equipe que disputaria a Copa dos Campeões Brasileiros, que por sua vez indicaria mais um time brasileiro na Copa Libertadores. Só foram quatro edições da competição, de 1999 a 2002. Na edição de 1999, além de equipes pertencentes à Região Centro-Oeste, participaram equipes do Tocantins, Espírito Santo (com apenas um representante) e de Minas Gerais, inclusive com o Cruzeiro sagrando-se campeão. Mas com a criação da Copa Sul Minas em 2000, as equipes mineiras deixaram de participar do torneio.

## Clubes

### Participações dos clubes
Um total de 20 clubes participaram da Copa Centro-Oeste desde a sua primeira edição, em 1999. O Vila Nova é o clube recordista em participações: 4 no total, o clube goiano participou de todas as edições da competição.
A tabela a seguir apresenta todos os clubes que participaram da Copa Centro-Oeste.
| Clube            | Participações |
| Vila Nova        | 4             |
| Gama             | 3             |
| Goiás            | 3             |
| Juventude-MT     | 3             |
| Comercial-MS     | 2             |
| Interporto       | 2             |
| Palmas           | 2             |
| São Mateus       | 2             |
| Serra            | 2             |
| América Mineiro  | 1             |
| Anapolina        | 1             |
| Atlético Mineiro | 1             |
| Bandeirante-DF   | 1             |
| Brasiliense      | 1             |
| Cruzeiro         | 1             |
| Dom Pedro        | 1             |
| Ivinhema         | 1             |
| EC Operário      | 1             |
| Ubiratan         | 1             |
| Villa Nova       | 1             |

|  | Clubes que participaram de todas as edições competição. |

## Títulos

### Por equipe
|  | Campeões da Copa Centro-Oeste |

| Clube            | Títulos               | Vices                | 3º lugar | 4º lugar |
| ---------------- | --------------------- | -------------------- | -------- | -------- |
| Goiás            | 3 (2000, 2001 e 2002) | 0                    | 0        | 0        |
| Cruzeiro         | 1 (1999)              | 0                    | 0        | 0        |
| Vila Nova        | 0                     | 3 (1999, 2000, 2001) | 0        | 1 (2002) |
| Gama             | 0                     | 1 (2002)             | 1 (2001) | 0        |
| Atlético Mineiro | 0                     | 0                    | 1 (1999) | 0        |
| São Mateus       | 0                     | 0                    | 1 (2000) | 0        |
| Comercial-MS     | 0                     | 0                    | 1 (2002) | 0        |
| EC Operário      | 0                     | 0                    | 0        | 1 (1999) |
| Juventude-MT     | 0                     | 0                    | 0        | 1 (2000) |
| Serra            | 0                     | 0                    | 0        | 1 (2001) |

### Por federação
| Estado             | Títulos | Vices | 3º lugar | 4º lugar |
| ------------------ | ------- | ----- | -------- | -------- |
| Goiás              | 3       | 3     | 0        | 1        |
| Minas Gerais       | 1       | 0     | 1        | 0        |
| Distrito Federal   | 0       | 1     | 1        | 0        |
| Espírito Santo     | 0       | 0     | 1        | 1        |
| Mato Grosso do Sul | 0       | 0     | 1        | 0        |
| Mato Grosso        | 0       | 0     | 0        | 2        |